# Jaume Casanovas i Escussol
Jaume Casanovas y Escussol (Villanueva y Geltrú, 15 de diciembre de 1944-ib., 2 de agosto de 2019) fue un político socialista español, gobernador civil de Barcelona y Lérida y alcalde de Villanueva y Geltrú.

## Biografía
De 1965 a 1970 trabajó en varios gabinetes de arquitectura y hasta 1979 fue técnico de la construcción. A la vez, militó en el Movimiento Socialista de Cataluña (MSC) desde 1966, formando parte de la Comisión Ejecutiva y responsable agrario y territorial. Desde 1971 participó como miembro activo de la Asamblea de Cataluña. Dirigente posteriormente de Convergència Socialista y en 1977, ingresó en el PSC-Congreso, con el que formó parte de la lista electoral barcelonesa a las elecciones generales españolas de 1977. 
En 1979 fue escogido alcalde de Villanueva dentro de las listas del Partido de los Socialistas de Cataluña y reelegido en las elecciones municipales de los años 1983 y 1987 hasta 1991. También fue presidente del consejo comarcal del Garraf de 1988 a 1991, vocal en representación de los municipios, al consejo social de la Universidad Politécnica de Cataluña y presidente del Patronato del Hospital Clínico de Barcelona. Después de la alcaldía fue gobernador civil de la provincia de Lérida (1992-1993) y de la provincia de Barcelona (1993-1996). Desde 1996 trabajó como consultor para empresas públicas y privadas como APEX Inmobiliaria.